# Chabazite-Ca
La chabazite-Ca est  une espèce minérale du groupe des silicates sous-groupe des tectosilicates de la famille des zéolites, agréées par l'I.M.A.. Elle est le pôle calcique de la série des chabazites qui comprend : la Chabazite-Ca, Chabazite-K, Chabazite-Na, Chabazite-Sr.

## Inventeur et étymologie
Décrite en 1792 par Louis-Augustin Bosc d'Antic sous le nom de "chabasie", du grec chabazios, pierre mal définie. le terme a été déformé par la suite en chabazite.

## Topotype
- Col di Lares, Pozza di Fassa, Val di San Nicolo, Val di Fassa, Trento, Trentino-Alto Adige, Italie.

## Synonyme
- acadialite (Alger & Jackson) : désigne une pseudo variété rouge trouvée en Nouvelle-Écosse au Canada ; le nom fait référence à l’ancien nom de la région : l'Acadie[3].
- adipite

## Cristallographie
- Paramètres de la maille conventionnelle : {\displaystyle a} = 9,425 Å, {\displaystyle b} = 93,42 Å, {\displaystyle c} = 9,42 Å ; Z = 2 ; V = 8 222,71 Å3
- Densité calculée = 2,035 g/cm3

## Gîtologie
- Dans les cavités des roches volcaniques (basaltes, andésites, les fentes de schistes cristallins et les calcaires métamorphiques, avec d'autres zéolites)
- Dans des tufs volcaniques où elle est le résultat de l'altération des feldspaths plagioclases.

## Galerie

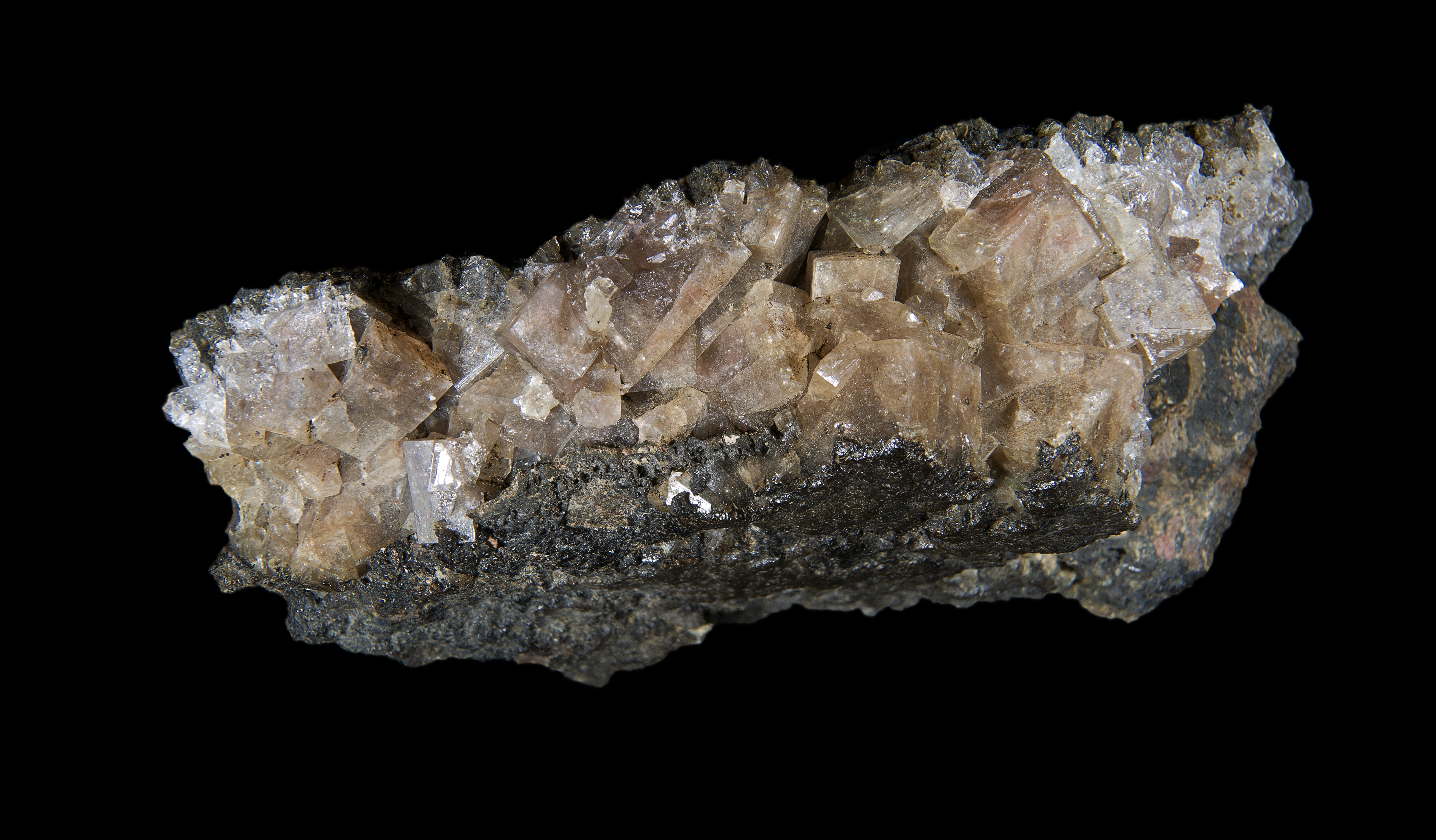
Chabazite-Ca - Nouvelle-Écosse Canada.
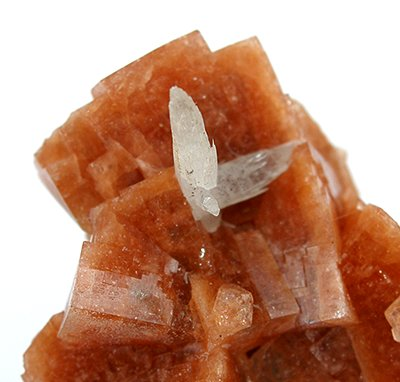
"Acadialite" (Chabazite-Ca) - Nouvelle-Écosse Canada.

## Gisements remarquables
- Belgique

La Flèche, Bertrix, Province de Luxembourg
- Canada

Bloomington, Nouvelle-Écosse
Wasson Bluff, Parrsboro, Bay of Fundy, Comtéé de Cumberland, Nouvelle-Écosse
- France

Murat, Cantal, Auvergne
Le Collet, Araules, Yssingeaux, Haute-Loire, Auvergne
- États-Unis

Oregon, en Arizona et au New Jersey
- Italie

Col di Lares, Pozza di Fassa,Val di San Nicolo, Val di Fassa, Trento, Trentino-Alto Adige
- Russie

Suoluaiv, Massif du Lovozero, Péninsule de Kola
- Suisse

Pièce Glacier, Arolla,  Vallée d'Hérens, Valais
- Tchéquie

Řepčice (Rübendörfl), Třebušín, Région d'Ústí nad Labem, Bohème

## Critères de détermination
- Attaquée par l'acide chlorhydrique, cependant, sa dureté, plus grande, la distingue de la calcite.